# Efstratia Kalfagianni
Efstratia (Effie) Kalfagianni est une mathématicienne greco-américaine spécialisée dans la topologie en basses dimensions.

## Formation
Kalfagianni est née en 1965 en Grèce. Elle a vécu sur une petite île grecque la majeure partie de sa jeunesse. Elle a commencé à s'intéresser aux mathématiques en deuxième année au lycée grâce à des cours de géométrie euclidienne et de théorie élémentaire des nombres. Ses professeurs l'ont également encouragée à poursuivre des cours de mathématiques à l'université.

## Éducation et carrière
Kalfagianni est diplômée de l'Université Aristote de Thessalonique en octobre 1987. Après avoir obtenu une maîtrise en 1990 à l'Université Fordham, elle a déménagé à l'Université Columbia pour des études doctorales, obtenant une deuxième maîtrise en 1991 et terminant son doctorat en 1995. Sa thèse, intitulée Finite Type Invariants for Knots in 3-Manifolds, est supervisée par Joan Birman et Xiao-Song Lin.
Après des études postdoctorales à l'Institute for Advanced Study et trois ans en tant que Hill Assistant Professor à la Rutgers University, elle a déménagé à la Michigan State University en 1998. Elle a été promue professeure titulaire en 2008  et a reçu le MSU William J. Beal Outstanding Faculty Award en 2019 .

## Travaux
Kalfagianni travaille sur la théorie des nœuds, les 3-variétés, la géométrie hyperbolique, la topologie quantique (en) et l'interaction de ces champs.
Kalfagianni est rédactrice en chef du New York Journal of Mathematics. Elle a également été l'une des éditrices du livre Interactions Between Hyperbolic Geometry, Quantum Topology and Number Theory (Contemporary Mathematics Volume: 541, AMS, 2011).

## Livre
Avec David Futer et Jessica Purcell, Kalfagianni est co-auteure de la monographie de recherche Guts of Surfaces and the Colored Jones Polynomial (Lecture Notes in Mathematics 2069, Springer, 2012). La monographie dérive des relations entre les polynômes de Jones colorés, la topologie des surfaces couvrantes incompressibles dans les compléments de nœuds et de liens et la géométrie hyperbolique.

## Reconnaissance
Kalfagianni est membre de l'Institute for Advanced Study en 1994-1995 en 2004-2005 et au trimestre d'automne 2019.
Elle fait partie de la classe 2019 des boursiers de l'American Mathematical Society "pour ses contributions à la théorie des nœuds et à la topologie tridimensionnelle, et pour son mentorat".